# William Bayly
William Bayly (pokřtěn 1737 – 1810) byl britský astronom.
Pocházel z rodiny farmáře v Bishops's Canning v hrabství Wiltshire. Byl ve službě u 3. vévody z Richmondu na panství v Goodwoodu. Poté pracoval jako pomocník v Královské observatoři v Greenwichi.
Roku 1769 odjel spolu s Jeremiahem Dixonem do Norska, aby zde pozorovali přechod Venuše. Zde se rozdělili, aby eliminovali případné projevy nepříznivého počasí. Dixon odjel do Hammerfestu, Bayly na mys Nordkapp.
V letech 1772–1775 se zúčastnil jako astronom na HM Bark Adventure druhé Cookovi plavby do jižního Tichomoří. Spolu s astronomem Williamem Walesem shrnul výsledky vědeckých měření v díle The original astronomical observations, made in the course of a voyage towards the South Pole, and round the world, in His Majesty's ships the Resolution and Adventure, in the years MDCCLXXII, MDCCLXIII, MDCCLXXIV, and MDCCLXXV
V letech 1776–1780 se zúčastnil třetí Cookovi plavby do severního Tichomoří. Výsledky svých měření shrnul v díle The original astronomical observations made in the course of a voyage to the Northern Pacific Ocean, for the discovery of a North East or North West passage wherein the north west coast of America and north east coast of Asia were explored in His Majesty's ships the Resolution and Discovery, in the years MDCCLXXVI, MDCCLXXVII, MDCCLXXVIII, MDCCLXXIX, and MDCCLXXX.